# Tomás Pérez Ponce
Tomás Pérez Ponce (1862 - 1945) fue un periodista y sindicalista mexicano, que nació y murió en Mérida, Yucatán. Perteneció a la corriente anarquista y sostuvo amistad con Ricardo Flores Magón. Fue encarcelado en varias ocasiones por la expresión de sus ideas y su trabajo periodístico de denuncia. Diputado local en su estado natal en 1912. Fue también candidato a presidente municipal de Mérida en 1915. Participó en la fundación de la Casa del Obrero Mundial en la Ciudad de México y, más tarde, organizó la sección correspondiente a Yucatán. Fue precisamente la Convención Política de la Casa del Obrero yucateco la que impulsó su candidatura a la presidencia municipal, a la que renunció para dar paso a Antonio Rosel, primer obrero que alcanzó el cargo de alcalde de Mérida.

## Datos biográficos
A los 17 años terminó sus estudios como profesor de instrucción primaria y superior en el Instituto Literario de Yucatán. Ejerció el magisterio durante un tiempo para salir después hacia la capital de México y otros estados de la república, en busca de nuevos horizontes. Durante su recorrido conoció y trabó amistad con los hermanos Sarabia y Flores Magón e inclusive se considera que sus acciones a partir e entonces, estuvieron inscritas en la corriente Magonista.
A su retorno a Yucatán, en 1894, dirigió el periódico El Libre Examen, opositor al gobierno local, clausurado al año siguiente. En 1905, publicó una Carta abierta en el semanario El Padre Clarencio dirigido por Carlos Escofié Zetina. En dicha carta se denunciaba el maltrato y las condiciones de esclavitud en que vivían los jornaleros de la hacienda Xcumpich que era propiedad de Audomaro Molina Solís, escritor y hermano del entonces gobernador de Yucatán, Olegario Molina Solís. Aquel, presentó una denuncia por difamación en contra del periodista y del director del semanario, como consecuencia de la cual ambos fueron detenidos, presentados a las autoridades del estado y encarcelados. Olegario Molina, hermano de Audomaro, era entonces la cabeza de un grupo oligárquico en Yucatán, que estaba en el apogeo del poder político y económico.
En 1908, al salir de prisión, fundó en Mérida el Círculo Libertario, clausurado al año siguiente. En 1910, participó en la denominada rebelión de Valladolid que se anticipó al movimiento maderista, razón por la cual algunos autores como Carlos R. Menéndez llaman al evento, la primera chispa de la revolución mexicana. A la caída de Porfirio Díaz tuvo algunas diferencias con Francisco I. Madero, aunque mantuvo su adhesión a la corriente maderista. En 1911, fue asesor de la Unión Obrera de las Ferrocarriles de Yucatán y participó en ese carácter en la primera huelga obrera en la historia de Yucatán. En 1912, resultó elegido diputado al Congreso de Yucatán. En 1917, fundó el Partido Democrático Independiente, mismo que en 1920 se opuso sin éxito a la candidatura al gobierno de Yucatán de Felipe Carrillo Puerto. La razón de esta oposición radicó, posiblemente, en la afiliación obregonista de Felipe y el vínculo estrecho que Pérez Ponce guardaba con Adolfo de la Huerta cuando los sonorenses ya estaban distanciándose.
A lo largo de toda su vida, llevó a cabo una tarea periodística de denuncia y confrontación con el poder público, muchas veces ayudado y secundado por su hermano Tirso Pérez Ponce.

## Reconocimiento
- Existe una importante arteria vial en Mérida, Yucatán, que, en su homenaje, lleva su nombre.